# Länssparbankens hus

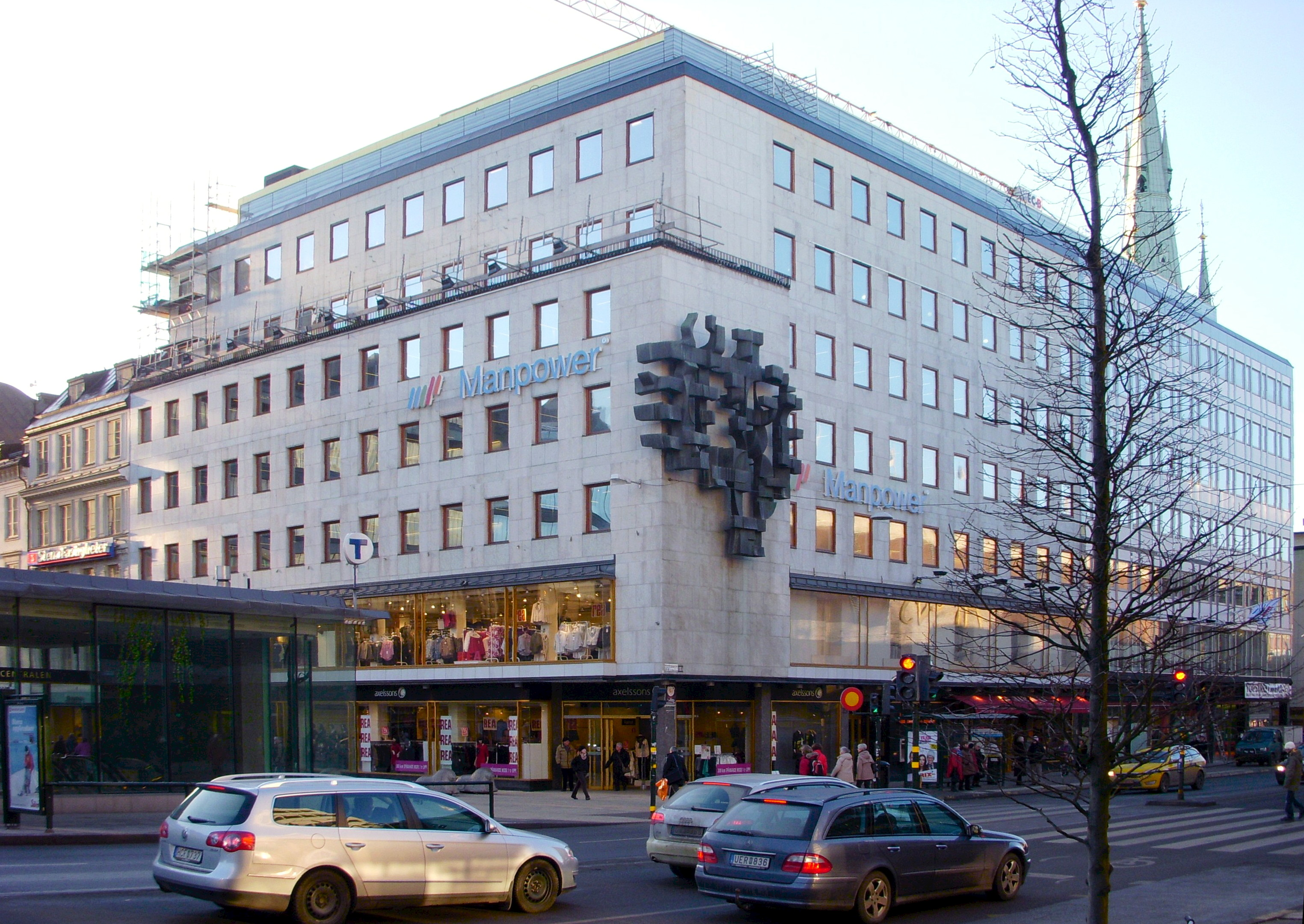
Länssparbankens hus 2009

Länssparbankens hus är en kontorsfastighet i kvarteret Hägern större beläget vid Sergels torg i korsningen av Drottninggatan och Klarabergsgatan på Norrmalm i Stockholms city. Fastigheten är grönmärkt av Stadsmuseet i Stockholm vilket innebär att bebyggelsen bedöms vara särskilt värdefull från historisk, kulturhistorisk, miljömässig eller konstnärlig synpunkt.

## Historik

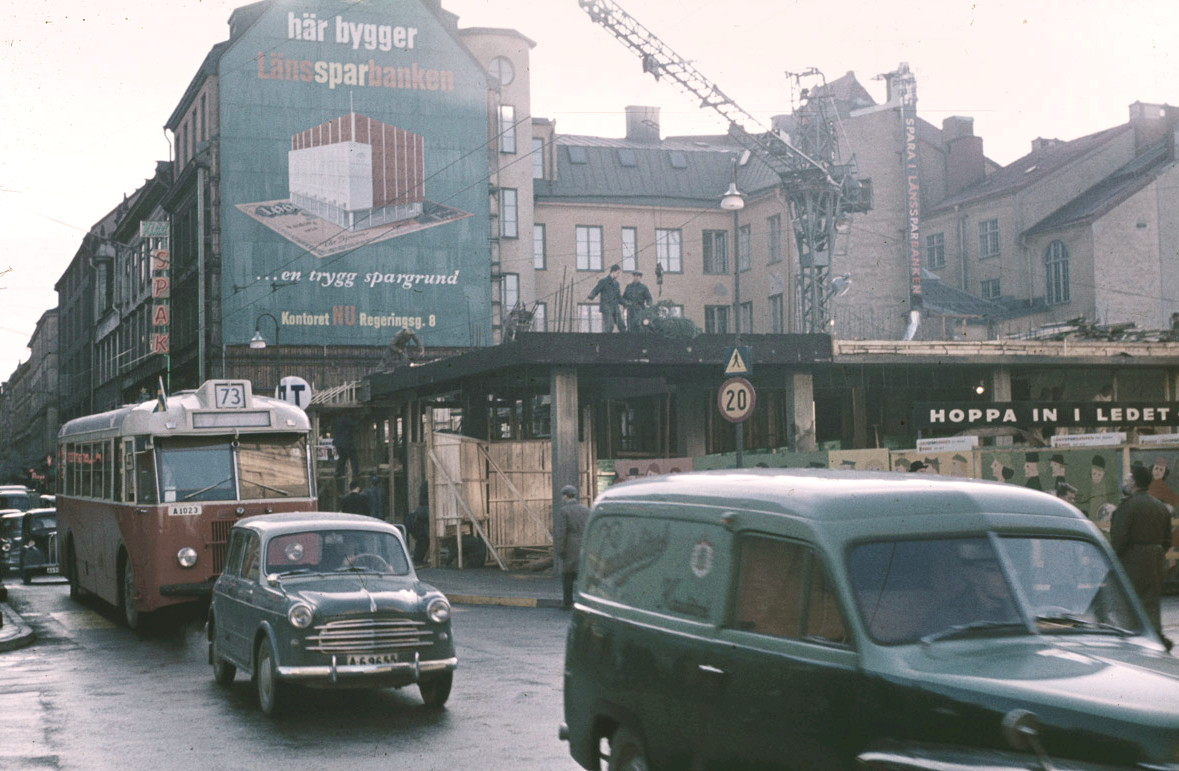
"Här bygger Länssparbanken", 1957.

Byggnaden uppfördes som kontor och banklokal åt Länssparbanken Stockholm åren 1957-1960. Banken hade tidigare haft lokaler i kvarteret på Drottninggatan 39, vilka i och med citysaneringen tillsammans med hörnbyggnaden Hôtel de Suède revs för att ge plats åt det nya bankbygget.
Arkitekten Curt Björklund hade inför projekteringen företagit studieresor till bland annat dåvarande Västtyskland. Byggnaden har en exklusiv vit marmorfasad och sockel av polerad grå granit. Husets hörn pryds av en stor skulptur av Sven Sahlberg i koppar med titeln Ränta på ränta. Banklokalen på gården belyses med överljus från sidorna, och pryds av en gobeläng på fondväggen av Einar Forseth.
I byggnaden huserar idag bland annat LRF, Kanadas ambassad i Stockholm samt Gärde Wesslau Advokatbyrå. I bottenvåningen ligger butiker.